# 崔简 (北魏)
崔简（?—?），又名崔览，字仲亮，或作冲亮，崔宏次子。好学，年轻时以善书知名。北魏道武帝初年，任中书侍郎。
北魏太武帝宠臣辽东公翟黑子奉命出使并州，受布千匹，被发觉。翟黑子问中书侍郎高允是否自首，高允建议自首，但崔简和公孙质等都说罪大应该隐瞒。翟黑子認為崔简等亲近自己，反而责怪高允，与其绝交，最终因所言不实为太武帝所疏远并伏诛。
崔简后又任征虏将军，爵五等侯，参著作事。卒。
娶勃海郡人散骑常侍封恺女。封氏有才识，聪辩强记，多所究知，当时妇人没有能及得上的。李敷、公孙文叔虽然已经贵重，近世的一些事情有清楚的，都去谘询她。《魏书·列女传》对她有记载。